# Poznańska Akademia Medyczna Nauk Stosowanych im. Księcia Mieszka I w Poznaniu
Poznańska Akademia Medyczna Nauk Stosowanych im. Księcia Mieszka I (PAM, dawnej: Akademia Nauk Stosowanych im. Księcia Mieszka I w Poznaniu, Wyższa Szkoła Pedagogiki i Administracji im. Mieszka I w Poznaniu) – uczelnia niepubliczna w Poznaniu, utworzona 16 września 2004 i wpisana do ewidencji uczelni niepublicznych pod numerem 305.

## Działalność
Na początku działalności uczelnia uruchomiła dwa kierunki – pedagogikę i administrację. W roku akademickim 2016/2017 uczelnia prowadziła 13 kierunków, pierwszego i drugiego stopnia. Od 2009 patronem uczelni jest Mieszko I. Od 2012 siedziba uczelni znajduje się przy ul. Bułgarskiej 55 w Poznaniu.
29 października 2021 Minister Edukacji i Nauki wyraził zgodę na zmianę dotychczasowej nazwy uczelni na Akademię Nauk Stosowanych im. Księcia Mieszka I w Poznaniu (uczelnia uzyskała statusu akademii nauk stosowanych). Zmiana nazwy weszła w życie 1 marca 2022.
W ramach uczelni funkcjonuje Wydział Nauk Społecznych, Wydział Nauk Medycznych oraz trzy filie: utworzony w 2004 Wydział Zamiejscowy w Nowym Tomyślu, utworzony w 2015 Wydział Zamiejscowy w Wągrowcu oraz utworzony w 2017 Wydział Zamiejscowy w Warszawie.
23 listopada 2023 decyzją Ministerstwa Nauki uczelnia zmieniła nazwę na Poznańska Akademia Medyczna Nauk Stosowanych im. Księcia Mieszka.
Zajęcia odbywają się w trybie stacjonarnym i niestacjonarnym. Prowadzone są też studia podyplomowe oraz kursy i szkolenia specjalistyczne.

## Kierunki studiów

### Studia I stopnia
- Administracja
- Bezpieczeństwo wewnętrzne
- Filologia
- Kosmetologia
- Pedagogika
- Pielęgniarstwo
- Ratownictwo medyczne
- Wychowanie fizyczne

### Studia II stopnia
- Administracja
- Pedagogika
- Pielęgniarstwo

### Studia jednolite magisterskie
- Fizjoterapia
- Lekarski
- Pedagogika przedszkolna i wczesnoszkolna
- Prawo
- Psychologia

## Władze uczelni
Na przestrzeni lat rektorami uczelni byli m.in.: prof. Bolesław Andrzejewski (2004–2008), prof. zw. dr hab. Zygmunt Przybylski (2008–2011), dr Jerzy Matynia (2011–2013), dr Janina Minkiewicz-Najtkowska (2013–2016) i prof. dr hab. Jerzy Szczapa (2016–2019).
Aktualnie w skład władz uczelni wchodzą:
- założyciel i kanclerz: Janusz Musiał
- rektor: dr inż. Włodzimierz Usarek, prof. ANSM
- prorektorzy: dr inż. Andrzej Jerzy Bolewski, prof. ANSM; mgr Justyna Wolniewicz
- dziekan Wydziału Nauk Społecznych: dr Anna Zbaraszewska
- prodziekani Wydziału Nauk Społecznych: dr Piotr Warych, mgr Róża Sawala, mgr Izabella Gruszczyńska
- dziekan Wydziału Lekarskiego: prof. dr hab. n. med. Witold Szyfter
- dziekan Wydziału Nauk Medycznych: mgr Krzysztof Kostewicz
- prodziekani Wydziału Nauk Medycznych: dr Joanna Łupicka, mgr Alla Rejniak, mgr Monika Łajdych
- dziekan Filii w Nowym Tomyślu: mgr Dominik Handzewniak
- prodziekan Filii w Nowym Tomyślu: mgr Monika Pilarczyk
- dziekan Filii w Warszawie: dr Andriy Malovychko
- dziekan Filii w Wągrowcu: dr Anna Gapińska